# Алуксне округ
Алуксне округ (лет. Alūksnes rajons, рус. Алуксненский район) је округ у републици Летонији, у њеном североисточном делу. Управно средиште округа је истоимени градић Алуксне. Округ припада историјској покрајини Видземе.

Алуксне округ је унутаркопнени округ у Летонији. Он је и гранични округ ка две државе: ка Естонији ка северу и ка Русији на истоку. На југу се округ граничи са окрузима Балви и Гулбене и западу са округом Валка.

## Градови
- Алуксне
- Апе
- Гаујиена